# Crystal Springs (Alberta)
Crystal Springs es un pueblo de verano en Alberta, Canadá. Se encuentra en la orilla sureste de Pigeon Lake, a 1,2 kilómetros al norte de la carretera 13. La comunidad limita con el pueblo de verano de Grandview al noroeste y con el pueblo de Pigeon Lake al sur.

## Historia
Crystal Springs se retiró del distrito municipal de Wetaskiwin n.º 74 y se incorporó como pueblo de verano el 1 de enero de 1957.

## Demografía
En el censo de población de 2021 realizado por Statistics Canada, el pueblo de verano de Crystal Springs registró una población de 74 personas que vivían en 40 de sus 130 viviendas privadas totales, lo que supone un cambio del 45,1 % respecto a su población de 2016, que era de 51 personas. Con una superficie de 0,45 km², tenía una densidad de población de 164,4 hab./km² en 2021.
En el Censo de Población de 2016 realizado por Statistics Canada, el pueblo de verano de Crystal Springs registró una población de 51 personas que vivían en 26 de sus 108 viviendas privadas totales, lo que supone un cambio del 43,3 % con respecto a su población de 90 en 2011. Con una superficie de 0,57 km², tenía una densidad de población de 89,5 hab./km² en 2016.